# レーザードップラー振動計
レーザドップラ振動計（レーザドップラしんどうけい、英: Laser Doppler vibrometer）とはレーザーのドップラー効果を利用して振動を測定する振動計。

## 概要
振動計の一種でレーザーのドップラー効果を利用して非接触で表面の振動の周波数と振幅を計測する。

## 測定原理
主にレーザーを使用して振動を光学的に検出して数値化する。光電変換素子を使用して電気信号に変換後、電気的に増幅できるので高感度化が可能。ピックアップコイルや圧電素子のような計測用のプローブを計測対象に設置せずに非接触で計測できるのでプローブを設置すると慣性で振動数に影響を与えるような微小な物体や高温の物体、そもそもプローブの設置の困難な小さすぎる物体や液面のような計測対象も計測可能。干渉計の原理でレーザー光はビームスプリッタで二分割され、無変調の参照光と音響光学変調器によって変調された光(搬送波)を照射して振動する試験対象で反射してドップラー遷移によって周波数変調(FM)された光の位相のずれによって生じる干渉縞を光センサーで検出する方法(光ヘテロダイン式)等がある。

## 代表的なメーカー
- グラフテック
- 小野測器
- キーエンス
- ポリテック
- 電子技研工業